# Ехинген (Дунав)
Ехинген (њем. Ehingen) град је у њемачкој савезној држави Баден-Виртемберг. Једно је од 55 општинских средишта округа Алб-Донау-Крајс. Према процјени из 2010. у граду је живјело 25.770 становника. Посједује регионалну шифру (AGS) 8425033.

## Географски и демографски подаци
Ехинген се налази у савезној држави Баден-Виртемберг у округу Алб-Донау-Крајс. Град се налази на надморској висини од 515 метара. Површина општине износи 178,4 km². У самом граду је, према процјени из 2010. године, живјело 25.770 становника. Просјечна густина становништва износи 144 становника/km².

## Међународна сарадња
| Мјесто   | Држава   | Врста сарадње | Од    |
| -------- | -------- | ------------- | ----- |
| Естергом | Мађарска | партнерство   | 1993. |
| Извор    |          |               |       |